# Mankala

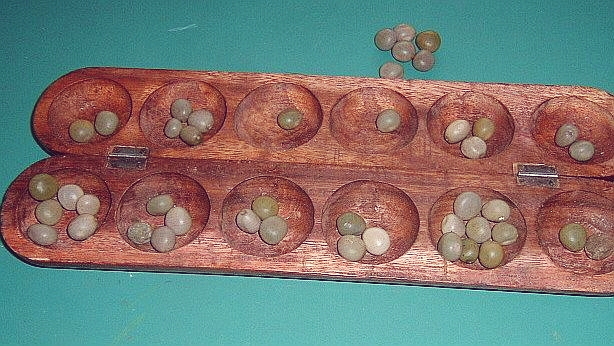
Mankala bord en stenen

Mankala, mancala of oware is een familie van bordspellen die vooral in Afrika en in iets mindere mate in Azië bekend zijn.

## Geschiedenis
Mankalaspellen behoren tot de oudste spellen ter wereld. Sommige bronnen zeggen dat de geschiedenis van het spel teruggaat tot het jaar 1500 voor Christus. De oervariant van Mankala is waarschijnlijk in het oude Egypte ontstaan, en heeft zich vandaaruit over Afrika verspreid. Met de verspreiding van de islamitische cultuur in de eerste eeuwen na Christus werd Mankala ook in delen van Azië bekend. Ten tijde van de slavenhandel is het spel vanuit Afrika overgebracht naar het Caribisch Gebied. Pas in de tweede helft van de 20e eeuw werd Mankala ook in de Verenigde Staten en Europa bekend.
Mankalaspellen worden ook wel aangeduid als "count and capture"-spellen: het draait om tellen en veroveren. Er is geen element van toeval, het is een spel dat helemaal van strategie afhankelijk is. Mankala kent zeer veel lokale varianten, die bekend zijn onder meer dan 200 verschillende namen. De meeste van deze namen refereren in een lokale taal aan een element of onderdeel van het spel, zoals "zaaien", "kuil", "veroveren" of "huis". Een - verre van volledige - lijst van namen van Mankalavarianten is: Abangah, Adi, Adji-Boto, Adjito, Awale, Awari, Aware, Awele, Bantumi, Bao, Bau, Chanka, Chongkak, Congklak, Chuba, Chungcajon, Dakar, Dao, Dara, Darra, Endovoi, Gabattà, Gemsala (ook wel Jemsala, Gimsala), Geshe, Halusa, Isafuba, Jodu, Kalaha, Kalah, Kale, Kalle, Kpo, Madji, Mankala, Mungala, Mbau, Naranj, Óchi, Ot-Tsjin, Omweso, Oware, Solo, Songo Duala, Toee, Tsoro, Vai Lung Thlan, Veys, Wari, Warri, Wouri, Wa-Wee.
Mankalaspellen worden gespeeld op een bord met uithollingen, waarin fiches geplaatst worden. Bij gebrek aan een "echt" bord en fiches werd (en wordt nog steeds) soms gebruikgemaakt van kuiltjes in de grond en vrijelijk aanwezige fiches zoals steentjes, zaden of schelpen. Het gemak waarmee een dergelijk provisorisch bord gemaakt kan worden heeft zeker bijgedragen aan de populariteit in met name arme gebieden van de wereld. Daarnaast kunnen Mankalaspellen ook worden gespeeld op een rechthoekig stuk papier, waarop je cirkels tekent en dan kun je bijvoorbeeld muntjes als fiches gebruiken.
Traditionele mankalaborden zijn er in vele vormen en afmetingen. Alhoewel de meeste borden van hout zijn gemaakt komen andere materialen ook voor zoals metaal, klei of steen. Een mankalabord heeft twee, drie of vier rijen met kuiltjes. Het aantal kuiltjes per rij verschilt in de diverse varianten. Soms zijn er twee grotere kuiltjes aan weerskanten of in het midden van het bord waarin de stenen worden bewaard die tijdens het spel worden veroverd. Deze verzamelkommen worden ook wel Kalah of Mankala genoemd.

## Algemene regels

### Doel
Het doel van het spel is dusdanig veel steentjes te veroveren dat de tegenstander geen geldige zet meer kan doen. Het spel eindigt als een speler geen steentjes meer heeft, als hij geen geldige zet meer kan doen, of als een van de spelers een vooraf bepaald aantal stenen heeft veroverd.

### Zetten
Een zet wordt als volgt gedaan: een speler neemt alle stenen uit een van de kuiltjes en verdeelt ze een voor een over de andere kuiltjes. Het eerste steentje gaat in het kuiltje naast degene waaruit de stenen zijn gepakt en de volgende in het kuiltje daarnaast en dit gaat door totdat alle steentjes zijn gebruikt. Dit verdelen van steentjes over de kuiltjes wordt "zaaien" genoemd. In sommige varianten gaat het zaaien linksom, in andere rechtsom en soms wisselt de richting al naargelang de keuze van de speler of de situatie op het bord. Als er genoeg stenen zijn dan gaat het zaaien rond het bord. In sommige varianten als Bao wordt begonnen met een vastgestelde stelling en wordt per beurt één steentje in het spel gebracht.
De verzamelkuiltjes (indien aanwezig) worden in sommige varianten overgeslagen terwijl ze in andere varianten normaal meetellen bij het zaaien. Ook zijn er varianten waarin er wel een steen in de eigen verzamelkuil gezaaid wordt, maar waarin de verzamelkuil van de tegenspeler overgeslagen wordt. Sommige spelregels geven aan dat wanneer het zaaien rond het bord gaat het beginkuiltje wordt overgeslagen, terwijl andere varianten het beginkuiltje weer gewoon mee laten doen. De speler kan meestal een willekeurig kuiltje kiezen aan zijn kant van het bord alhoewel bij sommige varianten er minstens twee of meer stenen in het gekozen kuiltje moeten liggen. Sommige spelregels verbieden een zet die de tegenstander zonder stenen achterlaat.
Er zijn varianten waarin meervoudig zaaien toegestaan is. Dit wil zeggen dat het zaaien verdergaat met de steentjes uit het laatst bereikte kuiltje. Meervoudig zaaien stopt meestal pas als het laatst bereikte kuiltje leeg is. Sommige spelregels geven de speler een extra beurt als het laatste steentje in zijn verzamelkuil valt.

### Veroveren
Het veroveren van stenen van de tegenspeler wordt "eten" genoemd. Er zijn verschillende variaties voor het eten van stenen. Een variatie is wanneer de laatste steen eindigt in een leeg kuiltje aan de kant van de speler. De steentjes van het tegenoverliggende kuiltje van de tegenspeler worden veroverd. In andere variaties worden stenen veroverd als een kuiltje een bepaald aantal stenen bevat. Meervoudig veroveren kan mogelijk zijn als het voorliggende kuiltje ook het juiste aantal stenen bevat.